# قلعة القصير
قلعة القصير هي قلعة تاريخية بنيت في العصر العثماني شيدها السلطان سليم الثاني بناءا على اقتراح من سنان باشا والي مصر وذلك لحماية قوافل الحجاج والتجارة والميناء وسكان المدينة، ليصدر أمرًا بإنشائها لتفي بتلك الأغراض.
تبين من الفرمان العثماني الخاص بإنشائها أنها ترجع إلي السلطان العثماني سليم الثاني وليست قلعة محمد علي، وإن هذه القلعة يرجع تاريخها إلى العهد العثمانى أسوة بغيرها من القلاع التي أقيمت لحماية الدولة العثمانية والتي كانت مصر جزءا منها فيما بين سنة 1710 م في عهد السلطان أحمد الثالث وسنة 1797م في عهد السلطان سليم الثالث.

## الأحداث المتعلقة
وكان عدد الحامية إلى القوة العسكرية المقيمة بها حوالى 67 فردا وقد شهدت هذه القلعة أحداثا هامة سنلخصها كالآتي:
- محاولة الغزو البحري من جانب الحملة الفرنسية التي أمر بها نابليون بونابرت والتي فشلت في شهر فبراير سنة 1799م
- الغزو البرى للقصير والاستيلاء عليها عن طريق قنا  عندما أمر نابليون الجنرال ديزيه في قنا باحتلال القصير  وتحركت القوات الفرنسية بقيادة الجنرال بلبارد ومساعده الجنرال دونزيلو  من قنا يوم 26 مايو سنة 1799 وصلت القصير ودخلت القلعة يوم 29 مايو سنة 1799م
- الهجوم البحرى الإنجليزى على القصير في شهر أغسطس سنة 1799 وفشل هذا الهجوم
- نزول الجيش الإنجليزي الهندي بالقصير في شهر مايو سنة 1801م  بعد رحيل الفرنسيين
- الحملة المصرية إلى الجزيرة العربية بقيادة إبراهيم باشا في شهر سبتمبر  سنة 1816م
- مرابطة حامية مصرية قوة عسكرية بالقلعة أثناء ثورة المهدى في السودان[1][2]

## خطاب السلطان سليم الثاني إلى سنان باشا والي مصر
وجاء في نص خطاب السلطان إلى «سنان باشا»: 
أرسلت إلى مقامى السعيد خطابًا أن هناك ميناء يدعى القصير تابعًا لمصر بالقرب من الصعيد، وجرت العادة بإرسال الجراية السنوية لموظفى الحرمين الشريفين إلى جدة وينبع من هذا الميناء المذكور «القصير»، وبالجملة وعمومًا فإن الميناء عظيم الأهمية وبينما كان هذا الميناء معمورًا ومنضبطًا منذ فتح مصر، وبسبب عدم الاهتمام به بدفع فساد العربان المفسدين وأعمالهم الشنيعة، ونظرًا لقيامهم مرات عديدة بقتل الحجاج وأصحاب القوافل التجارية والإغارة على جميع ممتلكاتهم ونهبها لم يعد هناك مجال لاستقرار الضعفاء الذين بقوا هناك حيث اضطروا جميعا للفرار.
ومن ثم خربت المنطقة القضائية تماما وتعطل الميناء أيضا، فصدر الأمر ببناء قلعة من أجل دفع هذا الفساد ولما كان من المتعذر أو المحال عودة أي فرد من أهالي القصير إليها ما لم يوضع مقدار كافٍ من الجنود والذخائر في هذه القلعة، فقد تم مباشرة توفير لوازم بناء القلعة ولذلك أمرت بأنه وفقا لما عرضت أنت فلتأمر ببناء قلعة حصينة في المكان المذكور ولتحذر من الإتلاف والإسراف ولتضع مقدار كافي من جند القلاع وذخائرها «الذخائر والمؤن» ولتحضر الفارين من أهالي القصير مرة ثانية إلى بلادهم ولتعد إسكانهم فيها ولتحرر ولترفع إلينا وتعلمنا بالأمور اللازمة العرض إن شاء الله تعالى. وبعد أن تصل إلى تمام بناء القلعة فلتحرر بشكل مفصل كل الأموال التي صرفت مهما كانت ولتعرضها على مقامي العالي.

سلمت الوثيقة إلى الكتخدا أرطوغدي في 28 ربيع آخر 979 هـ ".

## وصلات خارجية
- اثار الاقصر| - ع - ن - ت قلاع وحصون في الوطن العربي | - ع - ن - ت قلاع وحصون في الوطن العربي                                                                                                                                                                                                                                                                                                                                                                                                                                                                                                                                                                                                                                                                                                                                                                                                                                                                                                                                                                                                                                                                                                                             |
| -------------------------------------- | --- |
| المغرب الكبير                          | - السراي الحمراء - قلعة بني حماد - قلعة بني عباس - حصن العقاب - قصبة الجزائر - قصبة الوداية - قصبة باجة - قصبة دلس - قلعة شالة |
| وادي النيل                             | - قلعة قايتباي - طابية رشيد - قلعة العريش - قلعة صلاح الدين الأيوبي |
| المشرق العربي                          | - قلعة جعبر - قلعة صهيون - قلعة حلب - قلعة السلع - قلعة الحصن - قلعة القلعة - قلعة حمص - قلعة دمشق - قلعة طرطوس - قلعة عمّان - قلعة مكاور - قلعة عجلون - قلعة الكرك - قلعة الشوبك - قلعة العقبة - قلعة المرقب - قلعة الشقيف - قلعة طرابلس - قلعة طرابلس - قلعة بعلبك - قلعة صيدا - قلعة جبيل - قلعة راشيا - قلعة الشهابية - قلعة برقوق - قلعة عكا - قلعة صانور - قلعة كوكب الهوا - قلعة يبنا - حصن بيت الأحزان - قلعة شفا عمرو - برج القلعة - قلعة هونين - حصن الأخيضر - قلعة أربيل - قلعة الموصل - قلعة شيروانة - قلعة كركوك - قشلة كركوك - المدرسة الموفقية - قشلة زاخو - قشلة البصرة - قشلة مخمور - قشلة كويه - قصر البنت |
| الجزيرة العربية                        | - ذو عين - قلعة شنقل - قلعة البحرين - قشلة جدة - بيت الرديدة - بيت النعمان - بيت نصيف - حصن الزهوان - حصن الأسود - حصن البلاد - حصن الحزم - حصن الحلة - حصن السنيسلة - حصن السويق - حصن المضيبي - حصن المنترب - حصن بركاء - حصن بلاد صور - حصن جبرين - حصن جبل الشحشاح - حصن جعلان بني بوحسن - حصن خصب - حصن رأس الحد - حصن سدح - حصن طاقة - حصن عبري - حصن عفاش - حصن قريات - حصن مرباط - حصن ينقل - المصمك - قلعة الرستاق - قلعة بهلاء - قلعة نخل - قلعة نزوى - حصن الغويزي - قلعة صيرة - قلعة القاهرة (اليمن) - قلعة الكورنيش(اليمن) - حصن الفهيدي - قلعة الجاهلي - قلعة دبا الحصن - قلعة الشرقيه - قلعة المربعة - قلعة جسر المقطع - قصر الحصن - قلعة مريجب - قلعة نايف - حصن الشارقة - قلعة الخان - قلعة الغيل - قلعة كلباء - قلعة الفلج - قلعة فلي - قلعة بن عيسي - قلعة علی بن راشد - قلعة الفجيرة - قلعة عجمان - قلعة منامة - قلعة زاخر - قلعة مصفوت - قلعة ام القيوين - قلعة فلج المعلا - قلعة رأس الخيمه - قلعة الرميلة - قلعة ضاية - قلعة الفلية - قلعة الميل - قلعة الشيخ سلطان بن زايد - قلعة المويجعي - قلعة بوشناق - قلعة اوحلة - قلعة دبا الفجيرة - قلعة القواسم - قلعة مزيد - قلعة البلدیة - قلعة البثنة - قلعة لیوا - قلعة العريبي - قلعة العانكة |